# Belmontejo
Belmontejo es un municipio y localidad española de la provincia de Cuenca, en la comunidad autónoma de Castilla-La Mancha. El término municipal tiene una población de 129 habitantes (INE 2024).

## Geografía
Integrado en la comarca de La Mancha Conquense, se sitúa a 45 km de la capital provincial. El término municipal está atravesado por la carretera N-420 entre los pK 388 y 393. 
El relieve del municipio se caracteriza por presentar muchas ondulaciones del terreno, además de contar con la presencia del río Marimota que desemboca en el embalse de Alarcón, que hace de límite con Albaladejo del Cuende. La altitud oscila entre los 968 m al norte y los 820 m a orillas del embalse. Al sur, destaca el cerro Cardenal, que alcanza los 966 m. El pueblo se alza a 878 m sobre el nivel del mar.
| Noroeste: San Lorenzo de la Parrilla | Norte: San Lorenzo de la Parrilla | Nordeste: La Parra de las Vegas  |
| Oeste: San Lorenzo de la Parrilla    |                                   | Este: Albaladejo del Cuende      |
| Suroeste: Cervera del Llano          | Sur: Olivares de Júcar            | Sureste: Villaverde y Pasaconsol |

## Historia

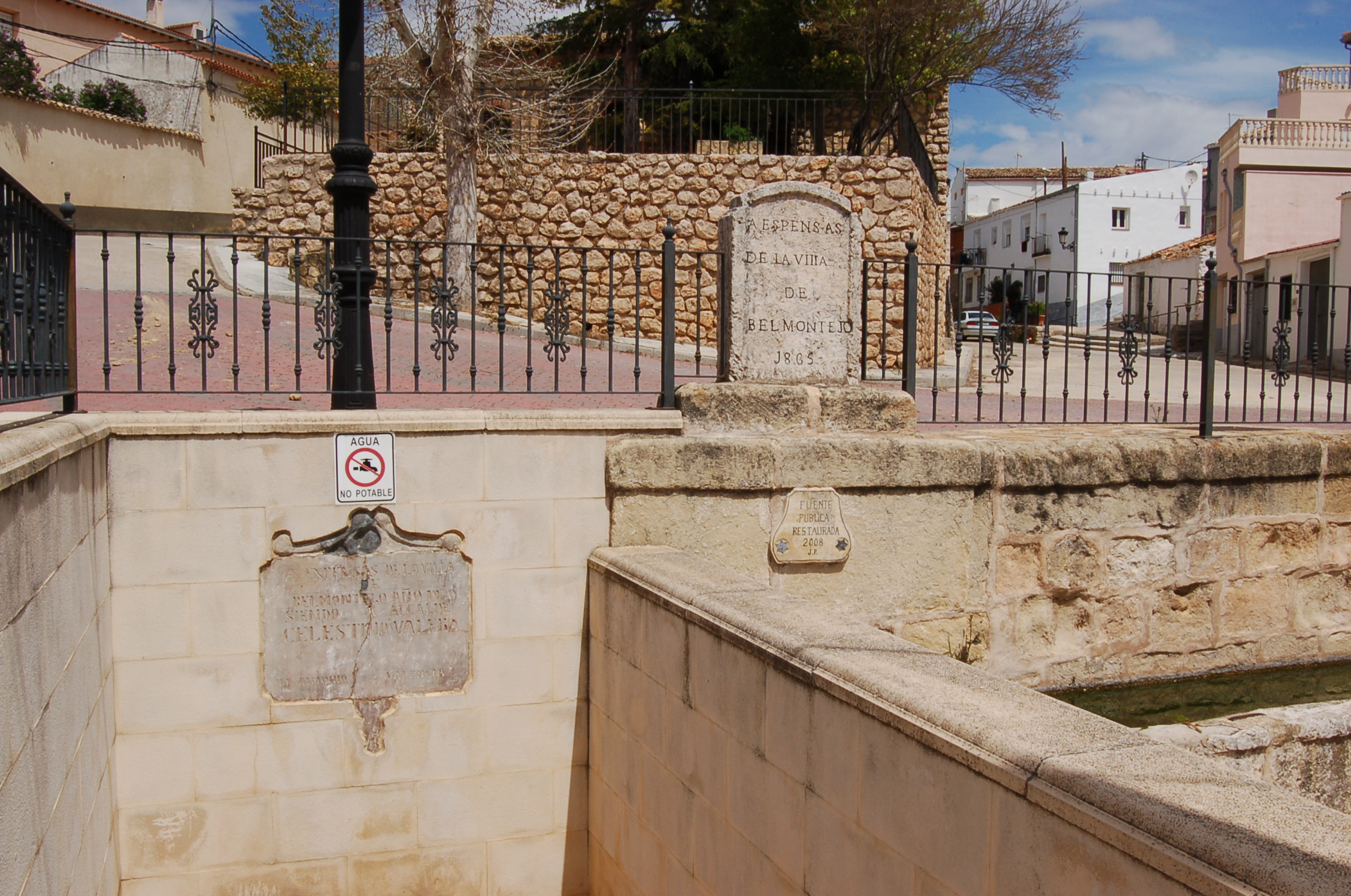
Fuente

La localidad fue señorío de Rodrigo Manrique, en el siglo XV.
A mediados del siglo XIX, el lugar tenía contabilizada una población de 656 habitantes. La localidad aparece descrita en el cuarto volumen del Diccionario geográfico-estadístico-histórico de España y sus posesiones de Ultramar de Pascual Madoz de la siguiente manera:

BELMONTEJO: v. con ayunt. en la prov., part. jud., adm. de rent. y dióc. de Cuenca (5 leg.), aud. terr. de Albacete (18), c. g. de Castilla la Nueva (Madrid 21): sit. en una cañada que figura una albarda boca arriba, por la que pasa un arroyuelo que tiene su origen en el centro de la pobl., y la divide en dos partes casi iguales: la combaten los vientos N. y S., y es mas propensa á calenturas remitentes que á otras enfermedades: tiene sobre 120 casas de 3 1/2 varas de altura, en calles sucias y mal empedradas, y una plaza de 200 pies de long. y 100 de lat., en la que se hallan en estado ruinoso las casas consistoriales, cárcel y carniceria. Hay ademas un pósito, escuela de primeras letras dotada con 1,100 rs., y concurrida en algunas temporadas por 40 niños: una igl. (Ntra. Sra. de la Asuncion), anejo de la Parrilla, servida por un cura teniente: en el centro de la v. hay una fuente con un pilon, y como su agua es salobre y poco abundante, los hab. se surten de la de un r. llamado Belmontejo, que pasa á un tiro de bala, y de otras fuentes que se encuentran en el térm.: estramuros de la v., hacia la parte N., se halla el cementerio, que no perjudica a la salud: el térm. confina con San Lorenzo de la Parrilla (1/2 leg.), Olivares (1), Cervera (1) y r. Júcar (1/2): comprende sobre 9,000 almudes de tierra divididas en esta forma : 500 de primera clase, 1,000 de segunda, 2,500 de tercera, y lo demás inculto: el terreno, si se esceptúa una vega estrecha de una leg. de long., se compone de barrancos, valles y multitud de cerros de variadas alturas. A la parte del E. (1/2 leg.), hay una cord. de 1/2 leg. de long., 1/4 de lat., y corresponde en el dia á particulares: atraviesa el térm. en direccion de O. á E., el mencionado r. Belmontejo; y antes de salir de él desemboca en el Jucar, que pasa á 1/2 leg. E. de la v.: los caminos son de herradura: la correspondencia se recibe los lunes, jueves y sábados, y sale los domingos, miércoles y viernes, prod.: trigo, centeno, avena y patatas; ganado lanar, caza de liebres, conejos, perdices y bastantes lobos. pobl.: 164 vec., 656 hab., dedicados á la agricultura y ganaderia: existe un molino harinero: cap. prod.: 1.261,700 rs.: imp.: 63,085: importe de 
los consumos: 4,330 rs. 3 mrs.
(Madoz, 1846, pp. 141-142)

## Demografía
Belmontejo cuenta con una población de 129 habitantes (INE 2024).
| Gráfica de evolución demográfica de Belmontejo entre 1842 y 2021                                                    |
| |
| Población de derecho según los censos de población del INE Población de hecho según los censos de población del INE |

## Administración y política

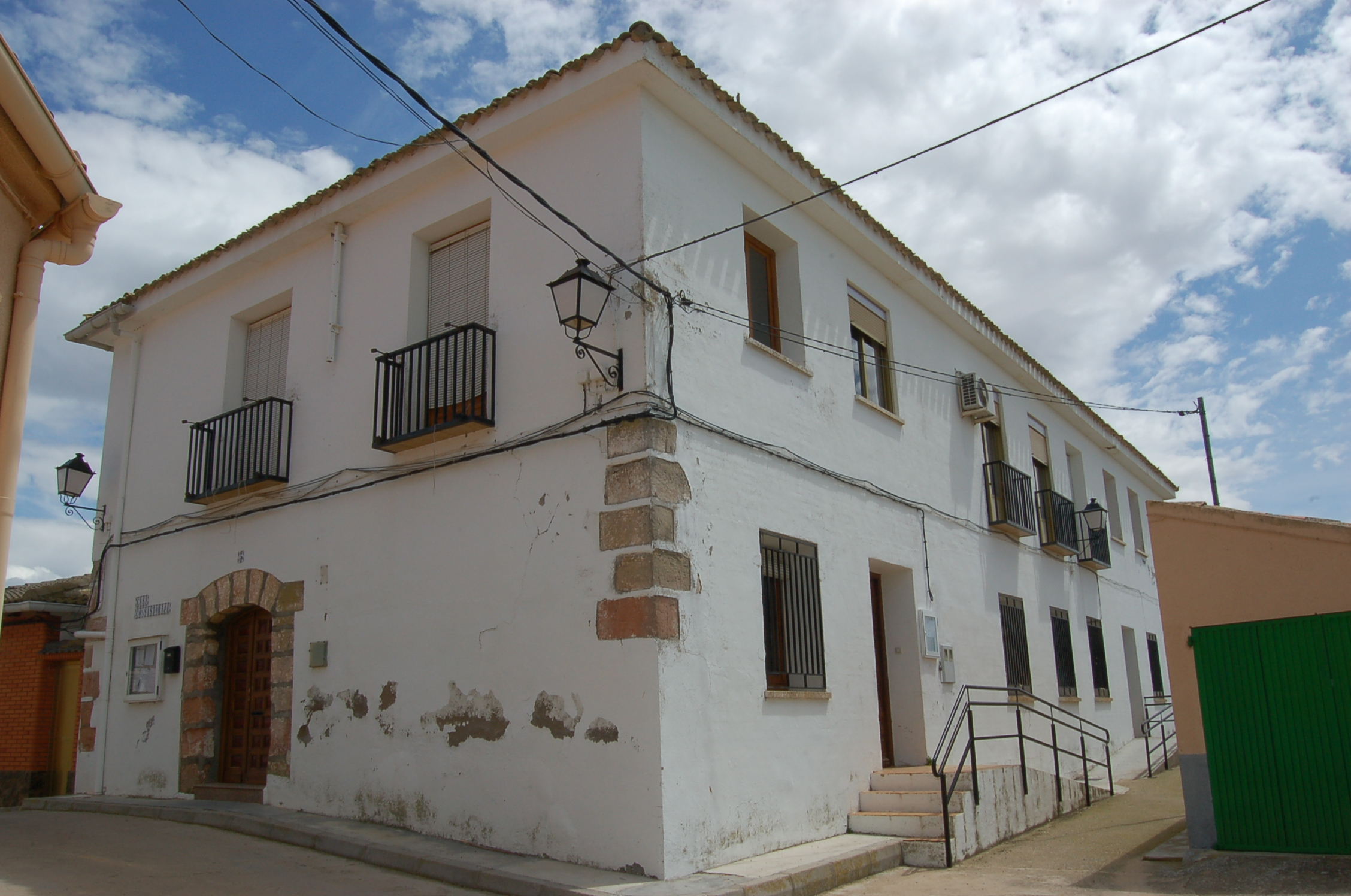
Casa consistorial

| Periodo   | Nombre                   | Partido |
| --------- | ------------------------ | ------- |
| 1991-1995 | Matías Moya de las Heras | [PP]    |
| 1995-1999 | Matías Moya de las Heras | [PP]    |
| 2003-2007 | Ángel Moya Ruiz          | PP      |
| 2007-2011 | Esteban Molero Moya      | PSOE    |
| 2011-2015 | Esteban Molero Moya      | PSOE    |
| 2015-2019 | Esteban Molero Moya      | PSOE    |